# 雄偉駒
雄偉駒，是日本純種競賽馬匹。生涯活躍於中距離賽事，曾勝出札幌兩歲錦標、春季錦標及七夕賞。

## 出賽前
2009年3月3日出生於北海道千歲市社台牧場，成長途中於Shadai Race Horse Co. Ltd.進行馬主募集。
其後交由栗東訓練中心練馬師平田修訓練。

## 競賽生涯

### 2歲
2011年8月21日出戰札幌競馬場2歲新馬戰，比賽初段保持於最後方位置下於直路展開追擊，但最終仍然取得第二。
其後出戰2歲未勝利戰，本次比賽採取前置戰術，並於通過彎道時候經已抽出發力進佔先頭位置。進入直路後，其繼續於內欄位置展開加速，最終轟出優秀末腳速度下拉開後方賽駒8馬位取得首勝。
10月1日出戰札幌兩歲錦標，繼續採用先行戰術下保持於約莫第二、三的位置，並於最後彎道成功進入有利局面。進入直路後，其以優秀的反應進行加速，輕鬆超越力弱的領頭馬Nishino Style，亦能繼續保持走勢防止後上的黃金船超越，以1/2馬位優勢取得首個分級賽冠軍。
12月24日以日經電台盃兩歲錦標作為目標，比賽初段選擇保持於約莫第五的位置，但於對面直路開始於外檔位置逐步爬升，於第四彎道經已處於第二。進入直路後，其一度透出並於中段進佔領先的位置，但隨後因未能維持頂速而被高尚亞當及黃金船超越取得第三。

### 3歲
2012年首戰為皋月賞前哨戰春季錦標，比賽初段維持於約莫第六的位置，於對面直路中後段開始發力，於第四彎道進佔有利位置下在直路上繼續展開衝刺，最終成功超越華麗輝煌取得冠軍。
其後順利出戰皋月賞，於第18檔最外檔起步下始終維持於最後方的位置，於直路稍微加速下跑獲一席入板的第五。
5月27日緊接挑戰東京優駿（日本打吡），但因為未能適應較長距離的途程於直路失速，最終以第十大敗。
秋季，其於訓練途中被發現左前腳出現肌腱炎的情況，因而進入長期休養，直接跳過了4歲生涯。

### 5歲
2014年復出後轉戰泥地賽事，但與兩場賽事分別取得第十六及第十一的慘烈戰績。
5月17日重返草地賽事並出戰都大路錦標，維持於第二的位置下於直路輕鬆透出並不斷拉開後方，最終以5馬位優勢大勝，亦以1分43.9秒時間打破草地1800米賽事的日本紀錄。
但其後於安田紀念中受到爛地的影響未能發揮速度，最終僅跑獲第十一，於函館紀念中採取先行戰術亦無法於直路維持走勢，最終以第十完賽。
秋季其以每日王冠作為起動戰，採取先行戰術下於直路未能最大程度加速，最終跑獲第五的戰績。
11月23日出戰一哩冠軍賽，繼續以先行姿態展開賽事，並於途中一直跟隨Horai Akiko及覓奇島推進。進入直路後，其於近內欄的位置逐步加速，超越前方力弱的賽駒一度透出，但隨即被衝出的引以為榮及內欄加速的碧海銀鯊超越，最終以第三完賽。

### 6歲
2015年選擇一哩賽事京都金盃作為首戰，雖然維持不俗的節奏，但於直路再度未能進一步加速取得第五。
其後再度出戰都大路錦標尋求連霸，但於直路上未能對前方領放的榮進之光造成任何威脅，最終被拉開1 1/4馬位差距以第二落敗。
6月以鳴尾紀念作為目標，然而再度重覆京都金盃時的情況，於所在位置僅能維持均速下稍為被其他賽駒超越，以第五的戰績完賽。
夏季繼續出戰賽事，目標為七夕賞。比賽開始後，其維持於第五左右的位置逐步推進，但於通過第三彎道時候開始發力並爬升。進入直路後，其於第二的位置順利衝出跑出全場第二快的末腳速度下成功阻止後方衝出的恒星風的攻勢奪冠，亦以1分58.2秒的完賽時間打破賽事紀錄。

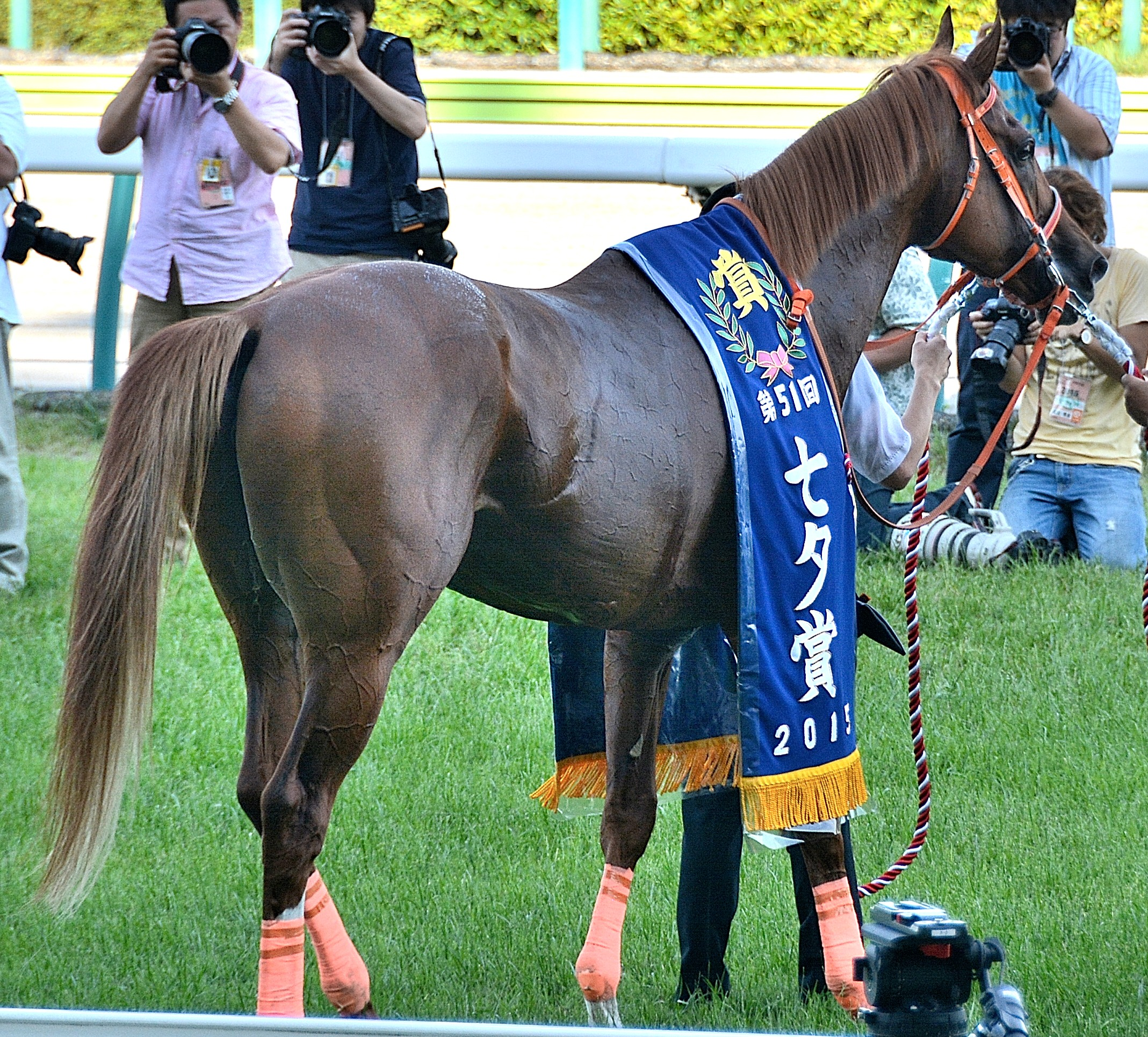
七夕賞頒獎儀式

經歷3個月的放草後於秋季出戰每日王冠，但最終未能發揮實力下以第十一落敗。
其後以一哩冠軍賽作為目標進行調整，然而肌腱炎再度發作下，陣營決定安排其退役。

### 詳細賽績
| 日期       | 舉辦國家 | 馬場 | 距離   | 級別 | 賽事名稱           | 負重 | 騎師       | 馬號 | 出馬 | 名次 | 時間   | 頭馬（二馬） |
| ---------- | -------- | ---- | ------ | ---- | ------------------ | ---- | ---------- | ---- | ---- | ---- | ------ | ------------ |
| 17/8/2011  | 日本     | 札幌 | 草1800 |      | 2歲新馬            | 54   | 秋山真一郎 | 2    | 8    | 2    | 1:52.8 | Makaha       |
| 17/9/2011  | 日本     | 札幌 | 草1800 |      | 2歲未勝利          | 54   | 秋山真一郎 | 2    | 7    | 1    | 1:50.9 | （北歐戰神） |
| 1/10/2011  | 日本     | 札幌 | 草1800 | GIII | 札幌兩歲錦標       | 55   | 秋山真一郎 | 11   | 13   | 1    | 1:50.8 | （黃金船）   |
| 24/12/2011 | 日本     | 阪神 | 草2000 | GIII | 日經電台盃兩歲錦標 | 55   | 秋山真一郎 | 13   | 16   | 3    | 2:02.6 | 高尚亞當     |
| 19/3/2012  | 日本     | 中山 | 草1800 | GII  | 春季錦標           | 56   | 杜滿萊     | 14   | 14   | 1    | 1:50.7 | （華麗輝煌） |
| 15/4/2012  | 日本     | 中山 | 草2000 | GI   | 皋月賞             | 57   | 杜滿萊     | 18   | 18   | 5    | 2:02.0 | 黃金船       |
| 27/5/2012  | 日本     | 東京 | 草2400 | GI   | 東京優駿           | 57   | 池添謙一   | 17   | 18   | 10   | 2:24.6 | 華麗輝煌     |
| 12/1/2014  | 日本     | 中山 | 泥1800 | OP   | 北河三錦標         | 56   | 戶崎圭太   | 6    | 16   | 16   | 1:59.2 | Solor        |
| 25/2/2014  | 日本     | 京都 | 泥1900 | OP   | 畢宿五錦標         | 57   | 國分優作   | 14   | 16   | 11   | 1:58.9 | A Shin Gold  |
| 18/5/2014  | 日本     | 京都 | 草1800 | OP   | 都大路錦標         | 56   | 秋山真一郎 | 17   | 18   | 1    | 1:43.9 | （解密精英） |
| 8/6/2014   | 日本     | 東京 | 草1600 | GI   | 安田紀念           | 58   | 石橋脩     | 1    | 17   | 11   | 1:38:0 | 一路通       |
| 20/7/2014  | 日本     | 函館 | 草2000 | GIII | 函館紀念           | 57.5 | 秋山真一郎 | 5    | 15   | 10   | 2:01:0 | 忘情棄愛     |
| 12/10/2014 | 日本     | 東京 | 草1800 | GII  | 每日王冠           | 56   | 秋山真一郎 | 9    | 15   | 5    | 1:45:5 | Air Saumur   |
| 23/11/2014 | 日本     | 京都 | 草1600 | GI   | 一哩冠軍賽         | 57   | 秋山真一郎 | 3    | 17   | 3    | 1:31:7 | 碧海銀鯊     |
| 4/1/2015   | 日本     | 京都 | 草1600 | GIII | 京都金盃           | 57.5 | 秋山真一郎 | 8    | 18   | 5    | 1:33:1 | 全勝時期     |
| 16/5/2015  | 日本     | 京都 | 草1600 | OP   | 都大路錦標         | 57   | 川田將雅   | 11   | 13   | 2    | 1:45:9 | 榮進之光     |
| 6/6/2015   | 日本     | 阪神 | 草2000 | GIII | 鳴尾紀念           | 56   | 川田將雅   | 1    | 11   | 5    | 1:59:3 | 朗日清天     |
| 12/7/2015  | 日本     | 福島 | GIII   | GIII | 七夕賞             | 57   | 川田將雅   | 11   | 16   | 1    | 1:58:2 | （恒星風）   |
| 11/10/2015 | 日本     | 東京 | 草1800 | GII  | 每日王冠           | 56   | 福永祐一   | 1    | 13   | 11   | 1:46:4 | 榮進之光     |

## 退役後
退役後，雄偉駒成為了配種馬，於北海道日高町育馬者Stallion Station休養，在2016年進行配種。首批子嗣於2017年出生，可於2019年出賽.
2020年其由配種馬退役，前往北海道札幌市清田區Momose馬術牧場作為乘騎馬使用。

## 血統簡介
父系愛麗速子爲日本賽駒，生涯四戰四勝，以無敗姿態勝出2001年皋月賞，但因傷病提早退役配種，因而被人稱謂「幻之三冠馬」。祖父週日寧靜是美國三冠賽雙冠馬，退役後在日本配種，在日本馬壇相當成功，贏得多項分級賽事，其子嗣贏得巨額獎金。
母系Marbye爲愛爾蘭生產的意大利賽駒，生涯戰績優秀，曾勝出一級賽阿斯達錦標。外祖父馬足爲愛爾蘭生產的英國賽駒，生涯戰績優秀，曾勝出一級賽聖詹姆士皇宮錦標，退役後亦有良好的配種成績，如有香港馬王原居民及2019年前一直保持香港獎金紀錄的爆冷等優秀後代。

### 血統表
| 父線：週日寧靜系（Halo系）     |                         |                  |                 |
| 種馬 愛麗速子 1998年（栗色）   | 週日寧靜 1986年（棕色） | Halo             | Hail to Reason  |
| 種馬 愛麗速子 1998年（栗色）   | 週日寧靜 1986年（棕色） | Halo             | Cosmah          |
| 種馬 愛麗速子 1998年（栗色）   | 週日寧靜 1986年（棕色） | Wishing Well     | Understanding   |
| 種馬 愛麗速子 1998年（栗色）   | 週日寧靜 1986年（棕色） | Wishing Well     | Mountain Flower |
| 種馬 愛麗速子 1998年（栗色）   | 愛麗花 1987年（棗色）   | Royal Ski        | Raja Baba       |
| 種馬 愛麗速子 1998年（栗色）   | 愛麗花 1987年（棗色）   | Royal Ski        | Coz Onijinsky   |
| 種馬 愛麗速子 1998年（栗色）   | 愛麗花 1987年（棗色）   | Agens Lady       | Remand          |
| 種馬 愛麗速子 1998年（栗色）   | 愛麗花 1987年（棗色）   | Agens Lady       | Ikoma Eikan     |
| 繁殖雌馬 Marbye 2000年（棗色） | 馬足 1988年（深棗色）   | 最後大官         | Try My Best     |
| 繁殖雌馬 Marbye 2000年（棗色） | 馬足 1988年（深棗色）   | 最後大官         | Mill Princess   |
| 繁殖雌馬 Marbye 2000年（棗色） | 馬足 1988年（深棗色）   | Flame of Tara    | Artaius         |
| 繁殖雌馬 Marbye 2000年（棗色） | 馬足 1988年（深棗色）   | Flame of Tara    | Welsh Flame     |
| 繁殖雌馬 Marbye 2000年（棗色） | Hambye 1994年（棗色）   | Distant Relative | Habitat         |
| 繁殖雌馬 Marbye 2000年（棗色） | Hambye 1994年（棗色）   | Distant Relative | Royal Sister    |
| 繁殖雌馬 Marbye 2000年（棗色） | Hambye 1994年（棗色）   | Paglietta Gener  | Final Straw     |
| 繁殖雌馬 Marbye 2000年（棗色） | Hambye 1994年（棗色）   | Paglietta Gener  | Miss Puddleduck |
| 雌系：Bourtai系（號族：9-f）   |                         |                  |                 |
| 五代內近親交配：無             |                         |                  |                 |

## 命名由來
名字Grandezza（グランデッツァ）於意大利語中，意思為「偉大」，香港則以「雄偉駒」作為翻譯。

## 外部連結
- 雄偉駒 netkeiba.com （页面存档备份，存于）
- 血統表 （页面存档备份，存于）